# Zain Iqbal
Zain Iqbal (Cheadle, 28 de mayo de 1998) es un actor británico. Es conocido por su papel de Ravi Singh en el drama criminal adolescente de BBC Three, A Good Girl's Guide to Murder (2024), basado en la novela del mismo título.

## Biografía
Iqbal creció en Cheadle, situada en el condado de Gran Mánchester (Reino Unido). Estudió economía en la universidad y se formó como actor con la Compañía Juvenil del Royal Exchange Theatre. Su hermano menor es modelo.
El padre de Iqbal es un cinéfilo y le presentó las películas occidentales cuando era niño. Cita a Marlon Brando y Clint Eastwood como sus mayores inspiraciones actorales y siguió sus actuaciones desde muy joven en películas como El padrino y El bueno, el feo y el malo. En particular, admiraba a los actores Dev Patel y Riz Ahmed.
Antes de dedicarse a la actuación, fue modelo durante un corto periodo de tiempo. Dejó el modelaje debido a dificultades con el proceso de casting. Iqbal actuó en obras de teatro estudiantiles durante sus estudios en el Royal Exchange Theatre. Participó en un cortometraje llamado Why ME? en 2019 y su debut cinematográfico fue en la película All Crazy Random de 2022.
En 2023, se anunció que protagonizaría la serie de la BBC Three, A Good Girl's Guide to Murder, en el papel de Ravi junto a Emma Myers. La autora de la serie Holly Jackson lo describió como el «Ravi perfecto», mientras que el productor ejecutivo, Matthew Read, lo calificó de «brillante». La serie de seis capítulos se estrenó en la BBC Three en agosto de 2024.

## Vida personal
Actualmente vive en Londres. Aunque con anterioridad vivió en Holborn, en el oeste de Londres y en Hampstead.

## Filmografía
| Año       | Título                        | Papel      | Notas                        | Refs. |
| --------- | ----------------------------- | ---------- | ---------------------------- | ----- |
| 2019      | Why ME?                       | Kyle       | Cortometraje                 | [ 2 ] |
| 2022      | All Crazy Random              | Boris      |                              | [ 2 ] |
| 2024-2025 | A Good Girl's Guide to Murder | Ravi Singh | Papel principal; 6 episodios | [ 2 ] |